# Heart and Souls
En andra chans (originaltitel: Heart and Souls) är en amerikansk långfilm från 1993 i regi av Ron Underwood, med Robert Downey Jr., Charles Grodin, Alfre Woodard och Kyra Sedgwick i huvudrollerna.

## Handling
1959 är Frank och Eva Reilly på väg till sjukhuset då Eva ska föda deras första barn. Vi får under färden träffa fyra andra personer på bussen de åker med; Harrison (Charles Grodin), Julia (Kyra Sedgwick), Milo (Tom Sizemore) och Penny (Alfre Woodard). Busschauffören Hal (David Paymer) blir distraherad och bussen kraschar. De fyra passagerarna har alla saker de måste lösa i sina liv, och istället för att färdas till himlen knyts de till Thomas (Robert Downey Jr.), barnet Eva föder. Han är den enda som kan se spökena och de hjälper honom med hans liv.

## Rollista
| Robert Downey Jr. | – Thomas Reilly        |
| Charles Grodin    | – Harrison Winslow     |
| Alfre Woodard     | – Penny Washington     |
| Kyra Sedgwick     | – Julia                |
| Tom Sizemore      | – Milo Peck            |
| David Paymer      | – Hal, busschauffören  |
| Elisabeth Shue    | – Anne                 |
| Bill Calvert      | – Frank Reilly         |
| Lisa Lucas        | – Eva Reilly           |
| Eric Lloyd        | – Thomas Reilly (7 år) |
| Richard Portnow   | – Max Marco            |
| B. B. King        | – Sig själv            |
| Wren T. Brown     | – Sgt. Wm. Barclay     |
| Kurtwood Smith    | – Patterson            |